# Cola di Rienzo
Cola di Rienzo, właśc. Nicola di Lorenzo Gabrini (ur. 1313, zm. 8 października 1354) – syn rzymskiego karczmarza i praczki, przywódca rewolucji ludowej w Rzymie, gdzie został obwołany trybunem ludowym.
Przez całe życie był zafascynowany starożytnością i dlatego dążył do restauracji dawnej potęgi Rzymu jako centrum zjednoczonej Italii. Został mianowany przez papieża Klemensa VI notariuszem kamery papieskiej, dzięki czemu zdobył znaczny autorytet.
W Zielone Świątki – 20 maja 1347 poprowadził sprowokowany przez siebie lud Rzymu przeciwko wpływowym rodom arystokratycznym Orsinich i Colonnów, zmuszając ich do złożenia przysięgi na wierność republice i pozbawiając własności. Następnie ogłosił suwerenność Rzymu, nadał zaocznie wszystkim mieszkańcom Półwyspu Apenińskiego obywatelstwo rzymskie i zaproponował zjednoczenie miast tego półwyspu pod egidą Rzymu.
W samym Rzymie zreorganizował administrację, finanse, sądownictwo, uporządkował podatki – jednakże już jesienią 1347 roku miasto zostało oblężone przez wojska wygnanych baronów. Wskutek długiego oblężenia w mieście zapanował głód i w grudniu Rienzo, obłożony przez papieża Klemensa VI klątwą, zbiegł z Rzymu ratując życie przed zamachowcami i rozczarowaną ludnością. Schronił się w klasztorze eremitów w Abruzji.
W 1350 roku podjął próbę zjednania dla swych planów cesarza Karola IV w Pradze. Został jednak uwięziony i w 1352 roku przekazany papieżowi Innocentemu VI. W 1354 roku kardynał Albornoz wykorzystał jego popularność do umocnienia autorytetu papieża. Został wtedy przywrócony do władzy i powitany entuzjastycznie przez lud. Wkrótce jednak naraził się ludowi Rzymu polityką fiskalną i zginął 8 października 1354 roku w czasie rozruchów.
Współcześnie jest przez wielu uważany za bohatera narodowego, prekursora idei zjednoczenia Włoch.